# Mireya Baltra
Mireya Baltra Moreno (sinh ngày 25 tháng 2 năm 1932 tại Santiago de Chile - mất ngày 17 tháng 4 năm 2022) là một nhà xã hội học, nhà báo và chính trị gia, một đảng viên của Đảng Cộng sản Chile. Bà đã từng là một nghị sĩ và ủy viên hội đồng thủ đô Santiago, và là nguyên Bộ trưởng Bộ Lao động và Phúc lợi xã hội dưới thời thổng thống Salvador Allende (1970-1973).

## Tiểu sử

### Gia đình
Bà là con của những người đưa tin ở trung tâm thủ đô Santigo: cha José Baltra Baltra và mẹ María Moreno Cabezas. Cha bà là đảng viên Đảng Cấp tiến Chile.

### Học vấn
Từ thuở thơ ấu, bà đã cùng cha mẹ phục vụ tại một kiốt thông tin ở trung tâm thủ đô. Năm 1957, bà đã tự tay lập nên một kiốt khác, ở đó bà đã nói ra quan điểm riêng của mình về các vấn đề trong xã hội.
Từ năm 1948 đến năm 1950, bà làm phóng viên cho tạp chí Vea, và từ năm 1960 đến 1964, bà đóng góp chuyên mục cho tờ báo El Siglo. Bài báo đầu tay của bà mang tựa đề "La tees como fuerza política (Phụ nữ là lực lượng chính trị)". Bà cũng viết tin tức cho tờ El Espectador và tờ Las Noticias de Última Hora.
Bà gia nhập hội nhà báo, được bầu làm trưởng chuyên mục phụ nữ. Sau đó bà được thăng chức lên làm bộ phận của Liên đoàn nhà báo quốc gia. Năm 1962, bà gia nhập ban lãnh đạo đảng Central Única de Trabajadores de Chile (CUT) (hội đồng công đoàn lao động quốc gia).

### Sự nghiệp chính trị
Năm 1963, bà được bầu vào hội đồng thành phố Santiago và tái đắc cử năm 1967. Năm 1969, bà được bầu làm nghị sĩ quận 1 tại thành phố Santiago. Tháng 6 năm 1972, Tổng thống Allende bổ nhiệm bà giữ chức Bộ trưởng Bộ Lao động và Phúc lợi xã hội đến hết ngày 2 tháng 11. Trong cuộc bầu cử tháng 3 năm 1973, bà tái đắc cử làm nghị sĩ, lần này bà làm nghị sĩ là quận 4 và giữ vị trí này cho đến ngày 11 tháng 9 năm 1973, ngày xảy ra cuộc đảo chính quân sự.

### Tị nạn và lưu vong
Vài ngày sau cuộc đảo chính, chế độ độc tài mới ban hành các sắc lệnh theo đó Mireya Baltra, cùng với những phụ nữ nắm vai trò quan trọng khác trong mặt trận chính phủ Thống nhất bị yêu cầu phải báo cáo lên Bộ Quốc phòng, nếu từ chối thì sẽ phải "đối mặt với hậu quả khôn lường". Giới lãnh đạo đảng Cộng sản quyết định xin tị nạn tại đại sứ quán Hà Lan trong vòng 9 tháng, trong đó có: Gladys Marín, tổng thư ký đảng Cộng sản Chile; thượng nghị sĩ Julieta Campusano; Orlando Millas, Bộ trưởng Bộ Tài chính.
Năm 1974, bà sống lưu vong, đầu tiên bà sống ở Hà Lan, sau đó đến Tiệp Khắc. Tại Prague, bà là tổng thư ký Cơ quan Công đoàn Quốc tế. Đó là cơ quan được thành lập để bày tỏ tình đoàn kết và sự ủng hộ với công nhân Chile. Sau 9 năm, bà tới Cuba, trở thành thư ký điều hành Mặt trận Phụ nữ Lục địa nhằm chống lại cuộc đảo chính. Ở đó, bà làm việc với chủ tịch Liên đoàn Phụ nữ Cuba, Vilma Espín de Castro.

### Trở về Chile
Trước năm 1987, Mireya Baltra trở về Chile bằng cách trà trộn vào đoàn người lưu vong. Bà đã hai lần đi máy bay nhưng đều bị yêu cầu trở lại Argentina. Bà cũng đã chui qua đường hầm Cuevas nối giữa Argentina và Chile cùng với 21 người sống lưu vong khác. Tuy nhiên họ đều bị đặc vụ của cảnh sát CNI và lực lượng vũ trang Carabineros de Chile phát hiện, bắt bớ, đánh đập và trục xuất sang Argentina.
Năm 1987, bà cùng với Julieta Campusano trở về Chile. Cùng với các nhà lãnh đạo Cộng sản Argentina, họ cưỡi ngựa băng qua dãy Andes. Baltra và Campusano trình diện tại tòa án công lý với các luật sư Enrique Krauss và Jaime Castillo Velasco. Sau khi kết án, Campusano bị đưa đến Camiña ở phía bắc Chile, còn Baltra đến Aysén ở phía nam.
Bà trở về Santiago và tham gia cuộc đấu tranh chống chế độ độc tài quân sự. Trong một cuộc họp báo bí mật, bà bị bắt và bị án tù do tham gia vào hiệp hội bất hợp pháp
Vào những năm 90 của thế kỉ XX, với sự hỗ trợ của Đảng Cộng sản, bà đã cố gắng vào quốc hội trong cuộc bầu cử nghị sĩ vào năm 1993 và thượng nghị sĩ năm 1997 nhưng đánh bại. Ngày nay, bà là thành viên của ban biên tập báo Crónica digital: infomación para cada día (báo mạng Thời sự), đóng góp bài viết về chủ đề chính trị hiện nay và lịch sử.